# Wesley Korir

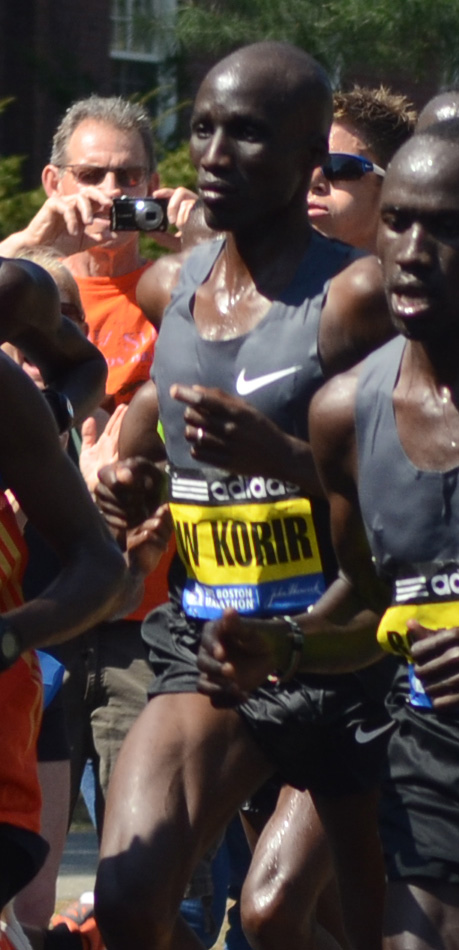
Wesley Korir beim Boston-Marathon 2012

Wesley Korir (* 15. November 1982) ist ein kenianischer Marathonläufer und Abgeordneter.
Korir schloss 2008 ein Studium an der University of Louisville ab, zu deren Crosslauf-Team er gehörte. Bei einem Heimaturlaub geriet er in die Unruhen in Kenia 2007/2008, denen er nur durch eine Flucht nach Uganda entkommen konnte.
2008 debütierte er beim Chicago-Marathon auf der 42,195-km-Strecke. Er kam mit der viertbesten Zeit von 2:13:53 h ins Ziel, wurde jedoch bei der Vergabe des Preisgeldes nicht berücksichtigt, weil er nicht mit dem Elitefeld, sondern mit den Volksläufern, deren Rennen fünf Minuten später begann, gestartet war. Rennschiedsrichter Jim Estes von USATF kam daher zu dem Schluss, dass Korir nicht am selben Rennen wie die Elite teilgenommen hatte. Renndirektor Carey Pinkowski gab danach bekannt, dass Korir als „Anerkennung für eine herausragende Leistung“ eine Sonderzahlung in ungenannter Höhe erhalten werde.
2009 stellte er beim Los-Angeles-Marathon mit 2:08:24 h einen Streckenrekord auf und wurde Sechster in Chicago. Im Jahr darauf verteidigte er seinen Titel in Los Angeles, wurde Siebter beim Philadelphia-Halbmarathon und Vierter in Chicago. 
2011 gewann er zum dritten Mal in Folge den Carlsbad-Halbmarathon, wurde Vierter in Los Angeles und Zweiter in Chicago. 2012 folgte einem vierten Platz beim New-York-City-Halbmarathon der Sieg beim Boston-Marathon.
Im März 2013 wurde Korir in die Kenianische Nationalversammlung gewählt.

## Persönliche Bestzeiten
- Halbmarathon: 1:01:19 h, 18. März 2012, New York City
- Marathon: 2:06:15 h, 9. Oktober 2011, Chicago